# Consonne spirante
En phonétique, une consonne spirante, ou plus concisément spirante, est une consonne produite par un rapprochement modéré des organes phonateurs qui ne va pas jusqu’à produire le bruit caractéristique de friction des fricatives. Elles peuvent se subdiviser en semi-consonnes et liquides et sont presque toujours voisées.
Dans un stade antérieur de la terminologie phonétique, la distinction n'était pas faite entre spirantes et fricatives, et les deux termes s'employaient indifféremment.
Les spirantes sont parfois dénommées approximantes, terme indiquant bien un rapprochement des organes phonateurs qui ne va pas jusqu’à la constriction.

## Liste des spirantes de l'API

### Spirantescentrales
- consonne spirante bilabiale voisée : [β̞]
- consonne spirante labio-dentale voisée : [ʋ]
- consonne spirante dentale voisée : [ð̞]
- consonne spirante alvéolaire voisée : [ɹ]
- consonne spirante rétroflexe voisée : [ɻ]
- consonne spirante palatale voisée : [j]
- consonne spirante vélaire voisée : [ɰ]
- consonne spirante pharyngale voisée : [ʕ̞]
- consonne spirante épiglottale sourde : [ʢ̞]

La charte de l’API ne propose pas de symbole pour la spirante bilabiale, ce qui peut prêter à confusion puisqu’on pourrait croire le b de l’espagnol saber est une fricative au lieu d'une spirante[réf. nécessaire]. La fricative bilabiale existe en estonien, par exemple.
L’API propose toutefois un signe diacritique, qui permet de signifier qu'un symbole de fricative doit être lu comme une spirante du même point d'articulation : [β̞] = /β/ spirant.

### Spirantes àpoint d'articulationdouble
- Labio-palatale : [ɥ]
- Labio-vélaire sourde : [ʍ̞]
- Labio-vélaire voisée : [w]

### Spiranteslatérales
- Alvéolaire : [l]
- Alvéolaire vélarisée : [ɫ]
- Rétroflexe : [ɭ]
- Palatale : [ʎ]
- Vélaire : [ʟ]

### Spirantesnasales
- Labio-vélaire : [w̃]
- Palatale : [j̃]
- Glottale : [h̃]